# Reservas naturales del Air y el Teneré
Las Reservas naturales del Air y el Teneré se encuentran en Níger, tienen una superficie de 7.736.000 hectáreas (77.360 km²) y constituyen la tercera área natural protegida más grande de toda África, después de la Reserva natural y cultural de Termit-Tintoumma, con 97.000 km², también en Níger y la Reserva de fauna de Ouadi-Rimé-Ouadi Achim, en Chad, con 80.000 km².
Están consideradas Patrimonio de la Humanidad desde 1991, y se consideran en peligro desde 1992, aunque en 1998 se empezó a observar una cierta recuperación de la fauna, salvo en los valles habitados. Comprende dos partes, el macizo volcánico de las montañas del Air, una región cuyas cimas superan los 2.000 metros, y el inmenso desierto del Teneré que lo envuelve.
Un sexto de la reserva, 1.280.500 hectáreas (12.800 km²) están consideradas reserva de la biosfera, el Santuario Addax del Aír y el Teneré, en el centro  de la reserva, creado para proteger y reintroducir el antílope addax, en peligro de extinción. Y aún hay una zona más extensa, de 24 millones de hectáreas, que están bajo protección desde 1997 por el Ministerio de Agua y Medio Ambiente de Níger.

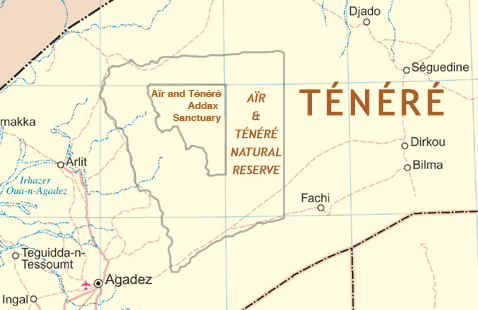
Mapa de las Reservas Naturales del Air y el Teneré

## Localización
La reserva Air Teneré se encuentra en el centro del Sahara y el norte de Níger, a unos 160 km al nordeste de Agadez, entre los 08º00'E -10º57'E y los 17º14'N - 20º30'N. Comprende dos unidades geomorfológicas, una montañosa, formada por el macizo del Air y una cadena de nueve montañas aisladas que se extienden de norte a sur, y el desierto del Teneré, en el que se encuentran grandes áreas de dunas, que envuelve al Air.

## Geología
El roquedo es una meseta metamórfica cámbrica muy erosionada en la que emergen una serie de montes aislados de cimas planas. De norte a sur hay nueve, Adrar Bous, Fadei, Greboun, Tamgak, Chirriet, Taghmert, Agueraguer, Takaloukouzet y Goundai. La mayoría son intrusiones de granito, salvo el macizo de Takaloukouzet, que es de conglomerado, la caldera de Arakao, volcánica, del terciario y el cuaternario, las montañas de Izouzaoene en el santuario Addax, de mármol azul, y las colinas del valle de Zagado, de mármol blanco. Macizos y llanuras están profundamente cortados por antiguos cañones y uadis de inundación. Los suelos son escasos, principalmente arenas gruesas, gravas y piedras, aunque en los uadis puede encontrase algo de yeso y limos.
Las tres quintas partes de la reserva son el desierto del Teneré, uno de los mares de dunas más grandes del Sahara, que comprende los ergs de Bréard, Brusset y Capot-Rey. Los vientos constantes del nordeste apilan la arena contra los macizos y forman algunas de las dunas más grandes del Sahara, de hasta 300 m de altura en Arakao y Temet.
Salvo algunos riachuelos y pozas en las montañas, no hay aguas permanentes, y la de los uadis desaparece a las pocas horas de haber llovido. Siete uadis drenan hacia el este, donde forman panes de inundación que dan lugar a una vegetación espontánea muy importante para la ecología del Teneré. Otro cinco uadis drenan hacia el oeste y tres hacia el sur, que en otro tiempo llegaban hasta el río Níger.

## Clima

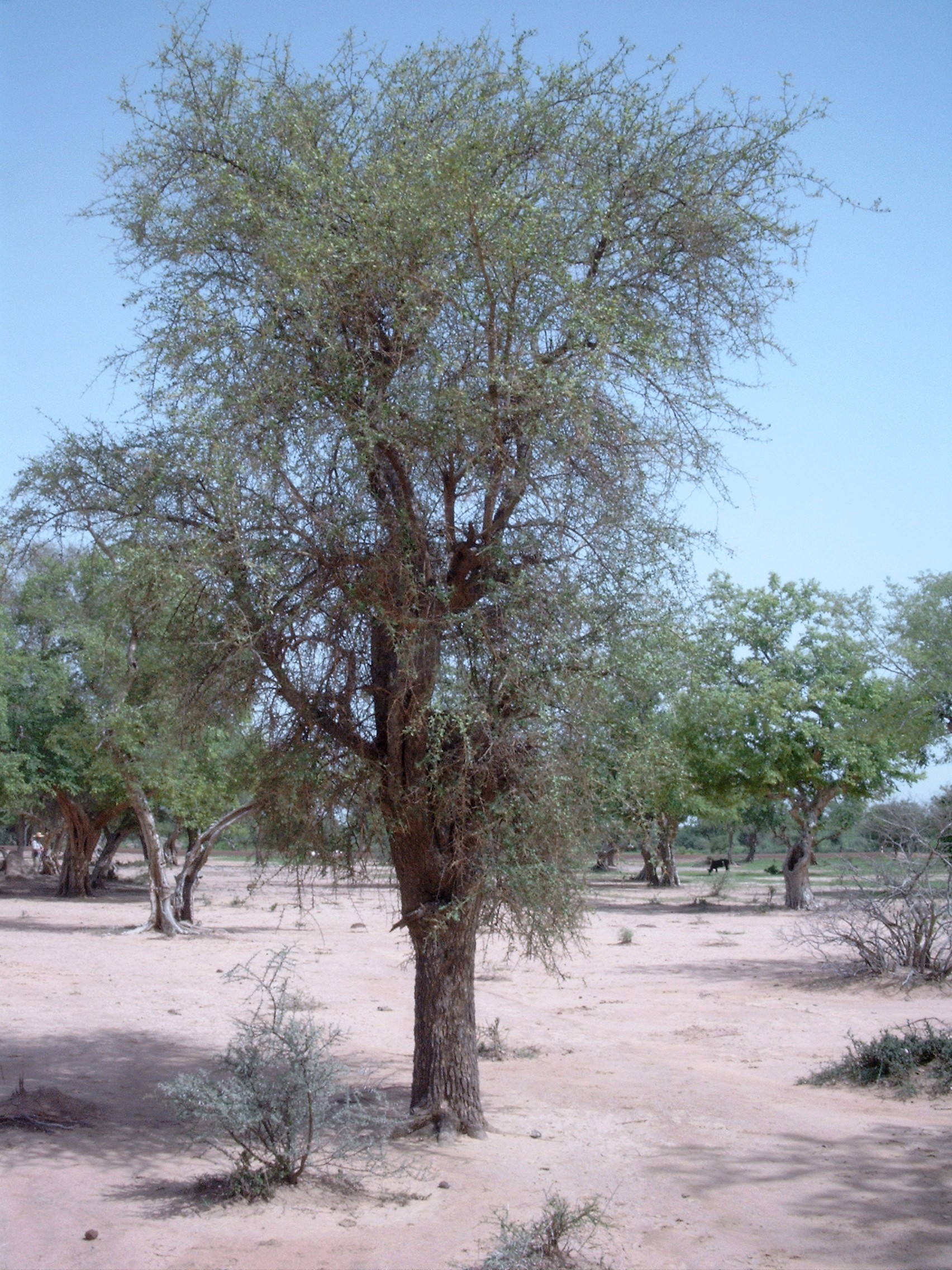
Balanites aegyptiaca

La reserva del Air y el Teneré se encuentra en una zona desértica dominada por los vientos alisios del nordeste. Las precipitaciones oscilan entre los 20 mm de las zonas llanas del Teneré y los 75-100 mm de las zonas más húmedas del Air, pero las lluvias son muy irregulares y dependen del ascenso de los monzones procedentes del Golfo de Guinea. Si aparecen, se producen entre junio y agosto. A partir de septiembre, las temperaturas se suavizan, pero después de marzo son muy calurosas. En enero, oscilan entre los 10 °C y los 29 °C, y en junio de los 25 a los 44 °C. Puede llegar a helar, y la máxima registrada se ha dado en Iferuán con 52 °C.

## Vegetación y fauna

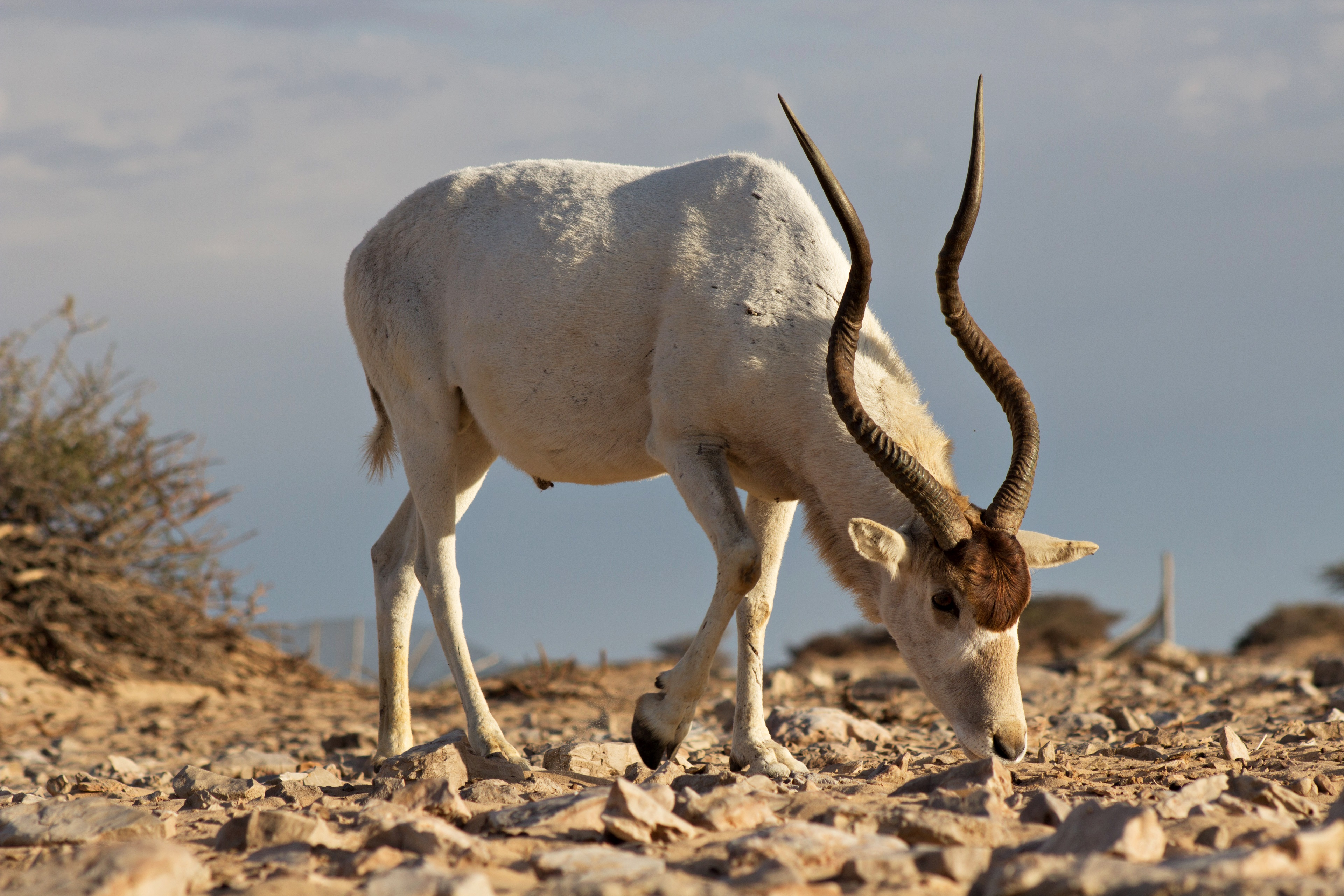
Antílope addax

Las montañas de Air conservan algunos restos de la vegetación que cubría esta región hace cuatro o cinco mil años, cuando el clima era más húmedo. El arte rupestre indica periodos más húmedos con una vegetación y una fauna de sabana hace entre diez mil y cinco mil años. En la actualidad se practica el pastoreo en los uadis, oasis y panes temporales, que conservan algo de humedad durante varias semanas, suficiente para que crezcan árboles y plantas resistentes a la larga sequía anual.
Entre los árboles destacan el espinoso Balanites aegyptiaca, de hasta 8 m de altura; el árbol cepillo de dientes, Salvadora persica, usado por los habitantes de la zona para limpiarse los dientes; el azufaifo local, Ziziphus mauritiana, un arbolito frutal; el anza o aizen, Boscia senegalensis, de frutos muy nutritivos, y las acacias Acacia laeta y Acacia albida. En las zonas más secas crece la jiga, Maerua crassifolia, un arbolito cuya madera tiene numerosas utilidades, y la Leptadenia pyrotechnica, un arbusto cuyas ramas se usan para hacer refugios, además de para hacer vestidos con sus fibras y de comida para los camellos.
Por encima de los 1000 m y en los lugares más húmedos se encuentran la Acacia nilotica, Grewia tenax, Grewia villosa, Cordia sinensis, el taray, Tamarix gallica y varias especies de Ficus. En los macizos de Tamgak y Greboun se encuentra el olivo silvestre Olea laperrini y el zumaque Rhus tripartita.
Como especies de alimentación importantes se encuentran el mijo perla Cenchrus americanus y el sorgo, Sorghum aethiopicum.
En conjunto, se han encontrado unas 350 especies vegetales, entre árboles, arbustos y plantas herbáceas, adaptadas a las condiciones desérticas.

#### Fauna
En  la reserva se encuentran cinco especies de gran importancia, empezando por los tres antílopes de la lista roja de especies amenazadas: la gacela común (Gazella dorca), la gacela dama (Nanger dama) y especialmente el antílope adax (Addax nasomaculatus), para el que se crea el santuario en el centro de la reserva, con la enorme extensión de 12.800 km2. Asimismo, se encuentran el arrui o carnero de Berbería (Ammotragus lervia), el avestruz, que se encuentra en peligro de extinción en la zona, y entre los carnívoros, el fénec y el zorro de Rüppell.
En conjunto, hay unas 40 especies de mamíferos, 165 de pájaros y 18 de reptiles. Los grandes carnívoros fueron exterminados a principios del siglo pasado, pero se cree que quedan algunos guepardos (Acinonyx jubatus) y algunas hienas (Hyaena hyaena)

## Poblamiento

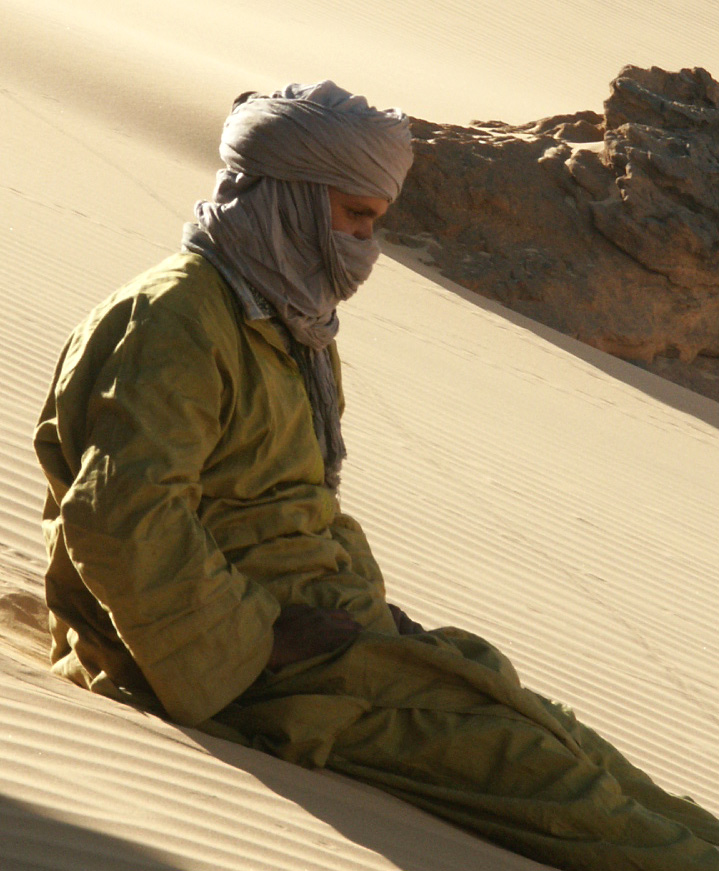
Tuareg

El Air ha estado habitado desde hace al menos 30.000 años. Abundan los sitios arqueológicos, en las orillas de los uadis, en los márgenes de los panes o salares y en los límites del Teneré, en lo que era sabana arbolada, donde todavía había agua hace unos 4.000 años. Es fácil encontrar puntas de flecha y de hacha, morteros y piedras de amolar. Destacan los sitios de Iwelene, Areschima y Adrar Bous y el arte rupestre de Arakao, Agamgam, Anakom, Tagueit y Afis, donde se encuentran petroglifos de elefantes, jirafas, oryx, antílopes, gacelas y avestruces. En Tifinagh se encuentran escritos en lengua tamasheq de los tuareg.
En la actualidad, los tuareg son los principales habitantes de la región, que fueron los constructores de las primeras poblaciones entre los siglos XI y XIV. Hay ciudades abandonadas en Tin Telloust, Assodé y Ekpouloulef. Los franceses invadieron la zona en 1898 y no la acabaron de conquistar hasta la toma de Kaoussan en 1920. También hay restos de fortificaciones de esa época. Hasta la aparición de los vehículos motorizados, los tuaregs dominaban el comercio mediante caravanas de camellos que atravesaban esta zona, llevando sal desde los oasis de Bilma hasta el sur de Níger, donde la cambiaban por mijo, la base de su dieta.
En la reserva hay unos 5.000 habitantes, de los cuales un millar son pastores y agricultores. En Iferuán y Tin Telloust viven una 1.500 personas. En general, el pastoreo es de cabras y camellos con unas pocas ovejas, burros y vacas. Las poblaciones asentadas son descendientes de antiguos esclavos que cultivan pequeñas huertas en un centenar de oasis.
Toda la región es una zona conflictiva, en la que a los alzamientos tuareg y a la intromisión del islamismo más fanático se suman las sequías periódicas, de forma que hay que tener muy en cuenta la situación en el momento de hacer una visita.